# Henryk Żybura
Henryk Żybura – polski inżynier, dr hab. nauk leśnych, profesor Instytutu Nauk Leśnych Szkoły Głównej Gospodarstwa Wiejskiego w Warszawie.

## Życiorys
Obronił pracę doktorską, 1 stycznia 1991 habilitował się na podstawie pracy zatytułowanej Lasotwórcza rola świerka (Picea abies L.Karst.) w Polsce ze szczególnym uwzględnieniem obszaru nizinnego. 12 maja 1999 nadano mu tytuł profesora w zakresie nauk leśnych. Został zatrudniony na stanowisku profesora zwyczajnego i kierownika w Katedrze Hodowli Lasu, oraz dziekana na Wydziale Leśnym Szkole Głównej Gospodarstwa Wiejskiego w Warszawie.
Był członkiem prezydium Komitetu Nauk Leśnych na II Wydziale Nauk Biologicznych i Rolniczych Polskiej Akademii Nauk, oraz członkiem Komitetu Nauk Leśnych na V Wydziale - Nauk Rolniczych, Leśnych i Weterynaryjnych PAN.
Jest profesorem Instytutu Nauk Leśnych Szkoły Głównej Gospodarstwa Wiejskiego w Warszawie.